# ایستگاه متروی شنگاویت
ایستگاه متروی شنگاویت (ارمنی: Շենգավիթ) یکی از ایستگاه‌های متروی ایروان می‌باشد. این ایستگاه در ۲۶ دسامبر ۱۹۸۵ برای استفاده عموم گشایش یافت. این ایستگاه که در ناحیه شنگاویت خدمات‌رسانی می‌نماید در داخل پارک آرتور کاراپتیان در خیابان سوقومون تارونتسی واقع شده‌است. ایستگاه متروی شنگاویت، دو ایستگاه متروی گورتسارانائین را به ایستگاه متروی میدان گارگین نژده همدیگر متصل می‌کند. همچنین این ایستگاه خط دومی نیز دارد که شنگاویت را به ایستگاه متروی چارباخ متصل می‌نماید.

## نگارخانه

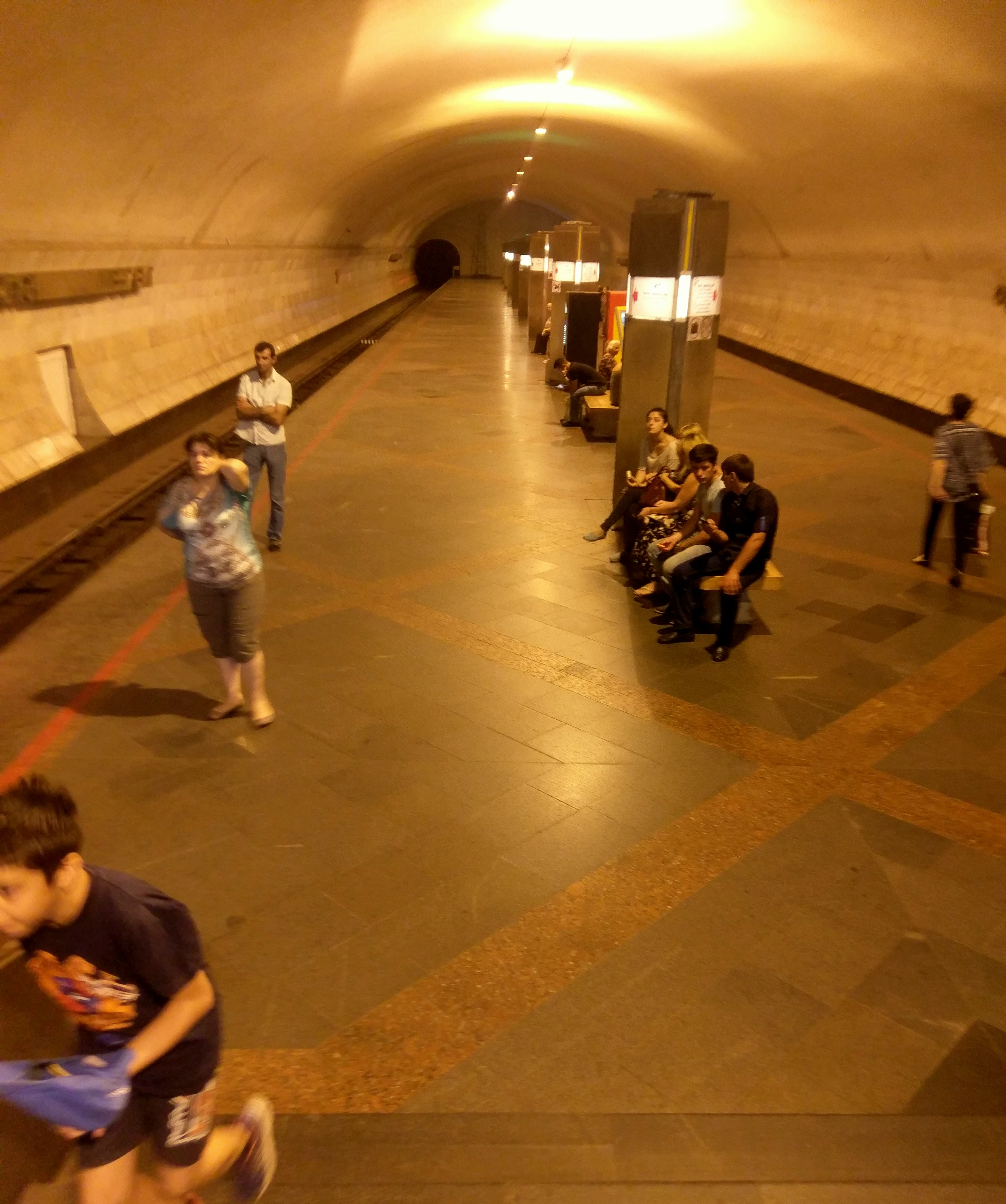
Inside the station
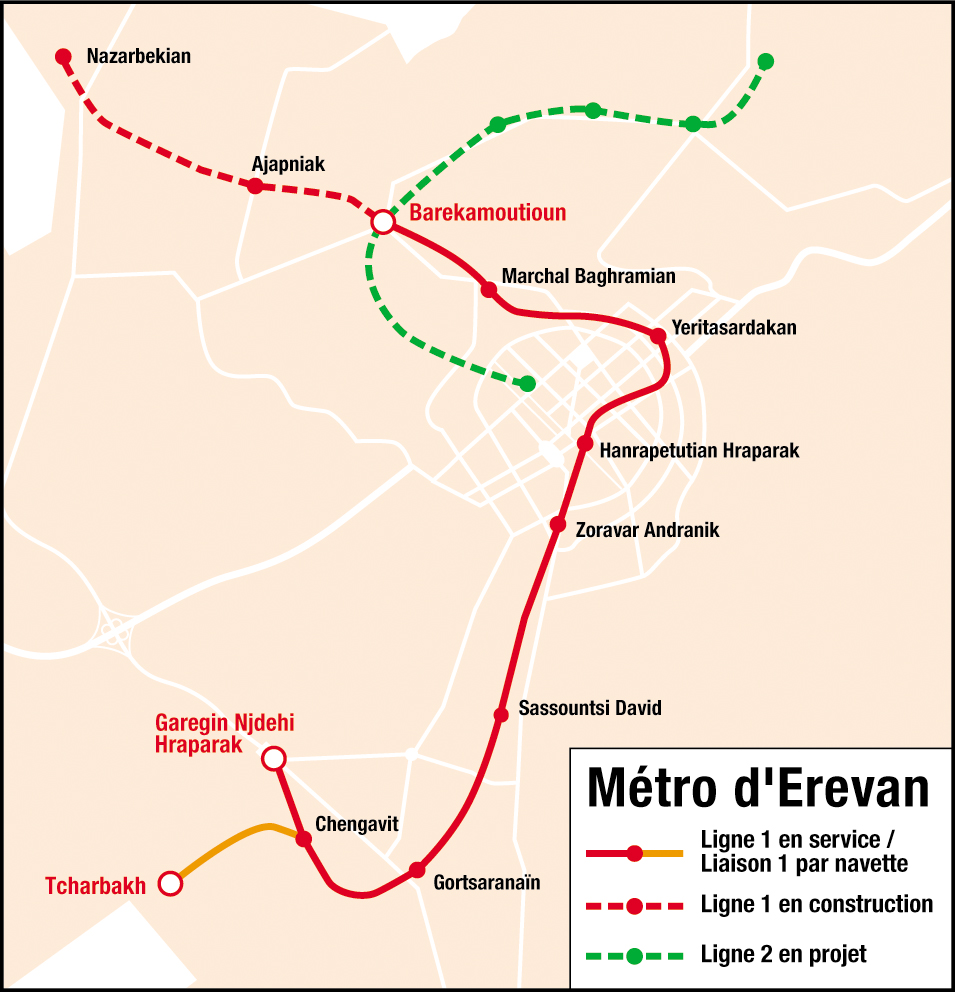
نقشه متروی ایروان